# Witvleugelparkiet
De witvleugelparkiet (Brotogeris versicolurus) is een vogel uit de familie Psittacidae (papegaaien van Afrika en de Nieuwe Wereld).

## Verspreiding en leefgebied
Deze soort komt oorspronkelijk voor van zuidoostelijk Colombia tot oostelijk Peru en Amazonisch Brazilië. Daarnaast zijn er zijn verwilderde populaties op verschillende plekken in de Verenigde Staten en op Puerto Rico.

## Status
De grootte van de populatie is niet gekwantificeerd maar de soort wordt omschreven als algemeen. Op de Rode lijst van de IUCN heeft deze soort de status niet bedreigd.